# Badminton op de Olympische Zomerspelen 2004
Badminton is een van de sporten die beoefend werden tijdens de Olympische Zomerspelen 2004 in Athene. De badmintonevenementen werden afgewerkt in het Goudi Olympisch Complex.
Badminton wordt beoefend in vijf disciplines:
mannen enkelspel,
vrouwen enkelspel,
mannen dubbelspel,
vrouwen dubbelspel en
gemengd dubbelspel

## Deelnemende landen
Er namen 32 verschillende landen deel aan het badminton op de olympische zomerspelen van 2004. Tussen haakjes staat het aantal atleten per land. Sommige atleten namen deel in meerdere disciplines.
| - Australië (6) - Bulgarije (2) - Canada (7) - China (18) - Chinees Taipei (5) - Denemarken (12) - Duitsland (6) - Finland (3) - Frankrijk (3) - Griekenland (2) | - Groot-Brittannië (11) - Guatemala (1) - Hongkong (5) - India (3) - Indonesië (14) - Jamaica (1) - Japan (11) - Maleisië (6) - Nederland (4) - Nieuw-Zeeland (2) | - Noorwegen (1) - Peru (1) - Polen (3) - Portugal (1) - Rusland (2) - Singapore (3) - Spanje (2) - Thailand (8) - Verenigde Staten (2) - Zuid-Afrika (6) | - Zuid-Korea (15) - Zweden (3) |

## Medailles
| Onderdeel          | Goud                      | Goud | Zilver                     | Zilver | Brons                          | Brons |
| ------------------ | ------------------------- | ---- | -------------------------- | ------ | ------------------------------ | ----- |
| Mannen enkelspel   | Taufik Hidayat            | INA  | Shon Seung-mo              | KOR    | Sony Dwi Kuncoro               | INA   |
| Vrouwen enkelspel  | Zhang Ning                | CHN  | Mia Audina                 | NED    | Zhou Mi                        | CHN   |
| Mannen dubbelspel  | Kim Dong-moon Ha Tae-kwon | KOR  | Lee Dong-soo Yoo Yung-sung | KOR    | Eng Hian Flandy Limpele        | INA   |
| Vrouwen dubbelspel | Zhang Jiewen Yang Wei     | CHN  | Huang Sui Gao Ling         | CHN    | Ra Kyung-min Lee Kyung-won     | KOR   |
| Gemengd dubbelspel | Zhang Jun Gao Ling        | CHN  | Nathan Robertson Gail Emms | GBR    | Jens Eriksen Mette Schjoldager | DEN   |

## Medaillespiegel
| Plaats | Land             | NOC    | Goud | Zilver | Brons | Totaal |
| ------ | ---------------- | ------ | ---- | ------ | ----- | ------ |
| 1      | China            | CHN    | 3    | 1      | 1     | 5      |
| 2      | Zuid-Korea       | KOR    | 1    | 2      | 1     | 4      |
| 3      | Indonesië        | INA    | 1    | 0      | 2     | 3      |
| 4      | Groot-Brittannië | GBR    | 0    | 1      | 0     | 1      |
| 4      | Nederland        | NED    | 0    | 1      | 0     | 1      |
| 6      | Denemarken       | DEN    | 0    | 0      | 1     | 1      |
| Totaal | Totaal           | Totaal | 5    | 5      | 5     | 15     |

München 1972 (demonstratie) · Seoel 1988 (demonstratie) · Barcelona 1992 · Atlanta 1996 · Sydney 2000 · Athene 2004 · Peking 2008 · Londen 2012 · Rio de Janeiro 2016 · Tokio 2020 · Parijs 2024 · Los Angeles 2028 
Medaillewinnaars 
Atletiek · Badminton · Basketbal · Boksen · Boogschieten · Gewichtheffen · Gymnastiek · Handbal · Hockey · Honkbal · Judo · Kanovaren · Moderne vijfkamp · Paardensport · Roeien · Schermen · Schietsport · Schoonspringen · Softbal · Synchroonzwemmen · Taekwondo · Tafeltennis · Tennis · Triatlon · Voetbal · Volleybal · Waterpolo · Wielersport · Worstelen · Zeilen · Zwemmen